# Sweet Little Sixteen
Singles de Chuck Berry
Rock and Roll Music Johnny B. Goode
Sweet Little Sixteen est une chanson écrite et composée par Chuck Berry, sortie en single en janvier 1958. Elle constitua, après le titre My Ding-a-Ling (qui fut no 1 des charts en 1972), le deuxième plus grand succès de Berry, atteignant la deuxième place des classements américains à sa sortie. Elle est classée 272e dans le classement Les 500 plus grandes chansons de tous les temps par le magazine Rolling Stone.

## Reprises
Pistes inédites de Live at the BBC
Lucille Lonesome Tears in My Eyes
Devenue rapidement un standard du Rock 'n' roll, Sweet Little Sixteen a été reprise de nombreuses fois.

### The Beatles
En 1963, les Beatles la jouent à deux reprises dans les studios de la BBC. L'enregistrement du 10 juillet 1963, diffusé le 23 du même mois à l'émission radio Pop Go the Beatles (en), est publié en 1994 sur leur album compilation Live at the BBC. Un enregistrement amateur de cette chanson, jouée sur scène à Hambourg, est inclus dans le bootleg Live! at the Star-Club in Hamburg, Germany; 1962 publié en 1977.

#### Personnel
- John Lennon – chant, guitare rythmique
- Paul McCartney – basse
- George Harrison – guitare solo
- Ringo Starr – batterie

### Autres reprises
- 1960 : reprise en live par Eddie Cochran, qui paraîtra sur son album posthume On the Air, en 1987.
- 1961 : reprise par Vince Taylor sur Le Rock C'est Ça !.
- 1962 : reprise par John Brown & The Bruvvers.
- 1962 : reprise par Jerry Lee Lewis.
- 1966 : reprise par The Animals, sur leur album Animalisms.
- 1970 : reprise live par Ten Years After, parue sur leur album Watt.
- 1972 : reprise par Jesse Colin Young sur son album Together.
- 1975 : reprise par John Lennon sur son album Rock 'n' Roll.
- 1976 : reprise par Marianne Faithfull sur son album Dreamin' My Dreams
- 2006 : reprise par Jerry Lee Lewis et Ringo Starr, parue sur l'album de duos Last Man Standing.

### Adaptations
- 1963 : Sans être une reprise au sens strict, Surfin' U.S.A. des Beach Boys a une mélodie qui évoque fortement Sweet Little Sixteen, avec des paroles cependant modifiées pour coller à l'ambiance « surf » de la musique des Beach Boys[2]. Une évocation de cette reprise, d'abord considérée comme un plagiat, figure dans le biopic Cadillac Records (2009), de Darnell Martin, avec Mos Def dans le rôle de Chuck Berry.
- 1963 : Sweet Little Sixteen est adapté en français par Danyel Gérard et interprété par Dick Rivers sous le titre T'as 16 ans demain[3] et par Johnny Hallyday sous le titre Douce fille de 16 ans sur des paroles de Ralph Bernet[4].